# 学校法人中野学園 (東京都)

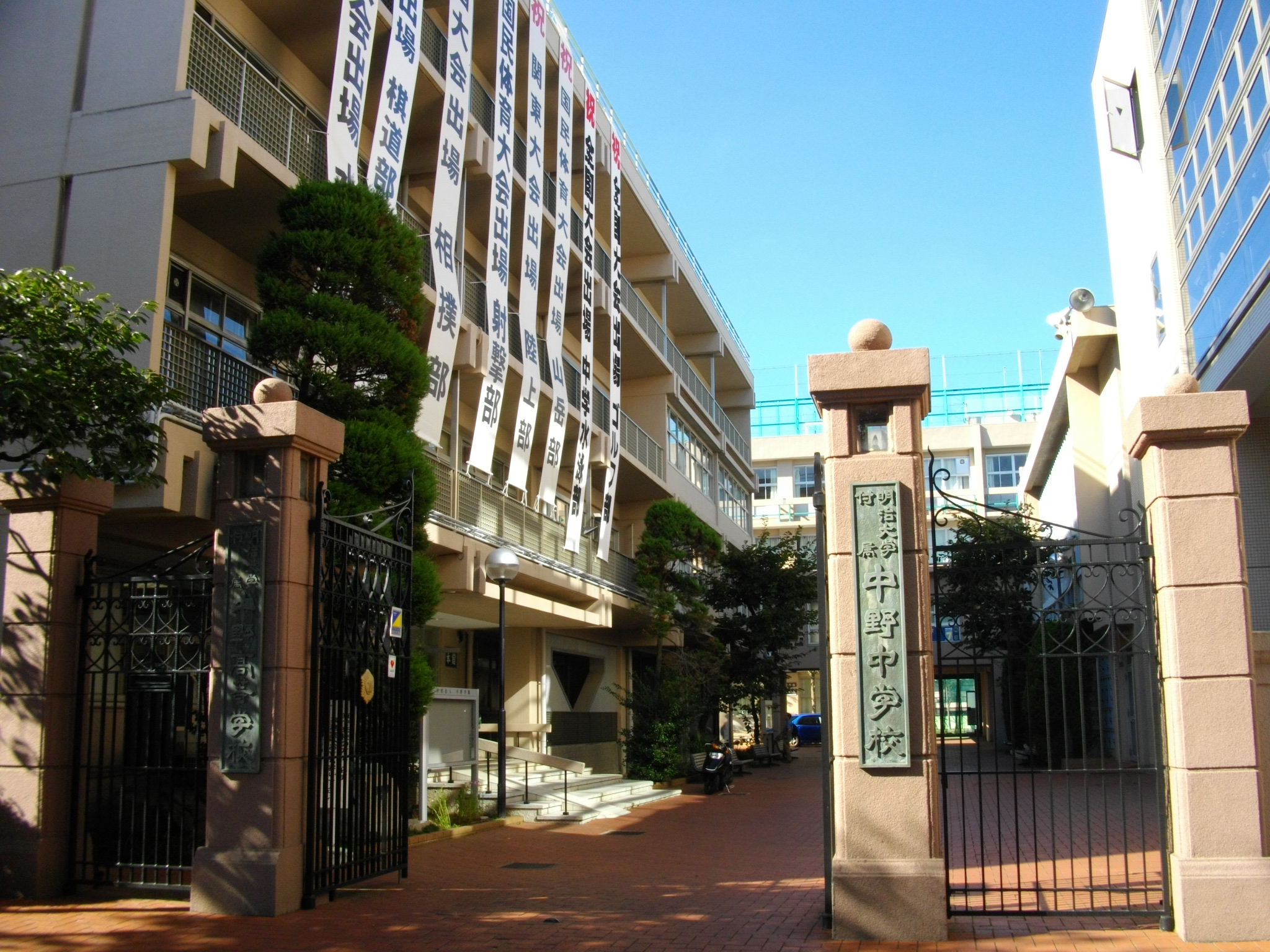
学校法人中野学園が運営する明治大学付属中野中学校・高等学校
スポーツ強豪校として知られる男子校

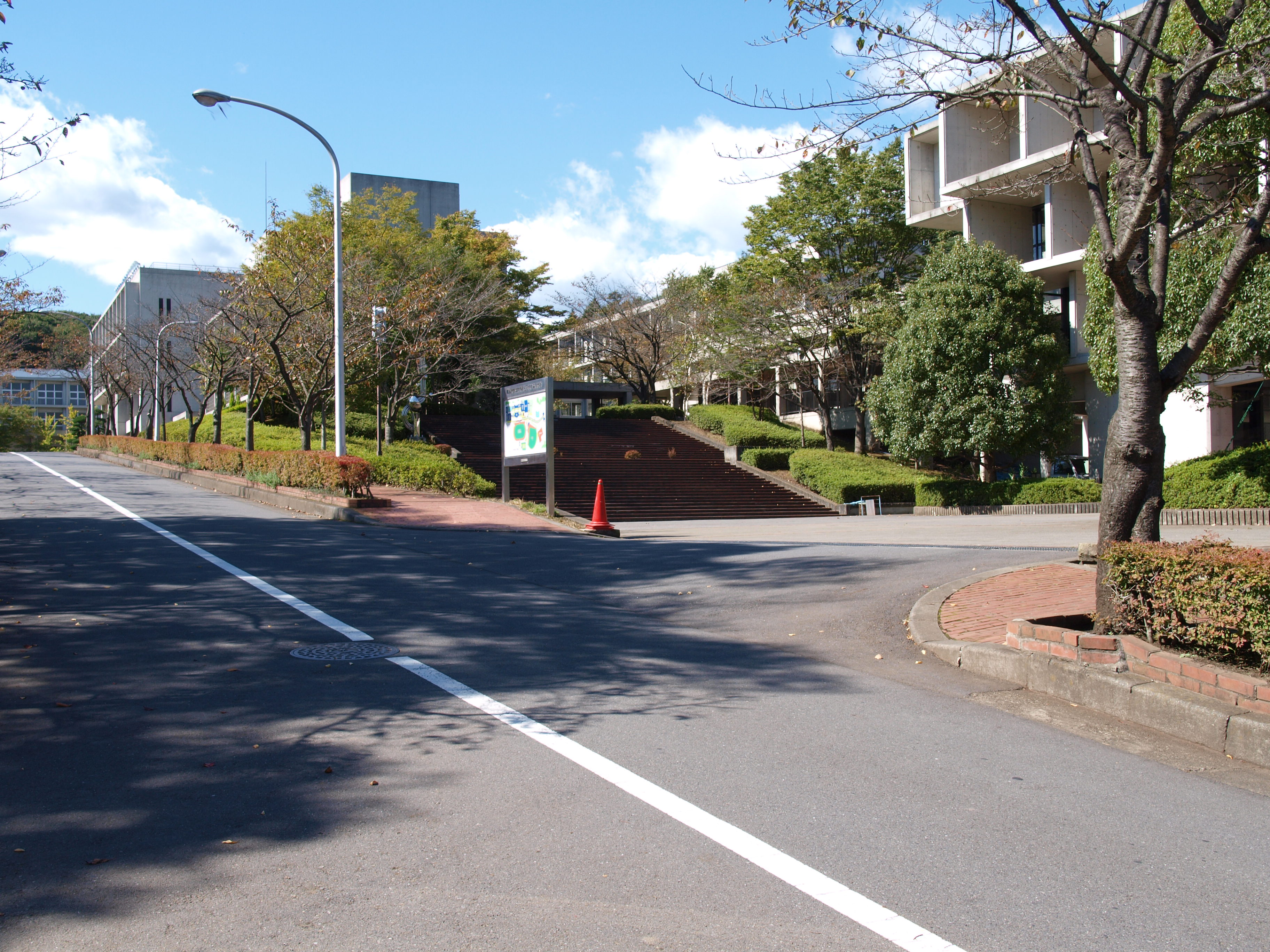
学校法人中野学園が運営する明治大学付属八王子中学校・高等学校
自然豊かな環境にある男女共学校

学校法人中野学園（がっこうほうじん なかのがくえん）は、東京都中野区に本部を置く学校法人。東京都内で私立中学校・高等学校を運営する。設置校は、男子校である明治大学付属中野中学校・高等学校と、男女共学である明治大学付属八王子中学校・高等学校。明治大学付属中野中学校・高等学校の敷地内に本部を置く。
1929年（昭和4年）4月に旧制中野中学校を開校したことに始まる。戦後に新制中学校・高等学校となった後、1949年4月より明治大学付属となり明治大学付属中野中学校・高等学校に校名変更した。
1951年2月26日に東京都より学校法人として認可を受ける。1984年4月には明治大学付属中野八王子中学校・高等学校を開校。当初は男子部・女子部に分かれていたが、1994年度より男女共学化された。
このように中野学園系列の学校は、学校法人明治大学が運営する直系付属校の明治大学付属明治高等学校・中学校とはルーツを異にする。

## 設置校
- 明治大学付属中野中学校・高等学校 - 男子校。東京都中野区東中野3丁目3-4
- 明治大学付属八王子中学校・高等学校 - 男女共学。東京都八王子市戸吹町1100番地[4]

## 関連校
- 学校法人明治大学
  - 明治大学
  - 明治大学付属明治高等学校・中学校 - 男女共学。東京都調布市富士見町4丁目23-25[5]。

## 沿革
出典：明治大学付属中野中学校・高等学校「学校紹介 学園の沿革」、明治大学付属八王子中学校・高等学校「教育理念／学校長挨拶／本校の歩み 沿革」

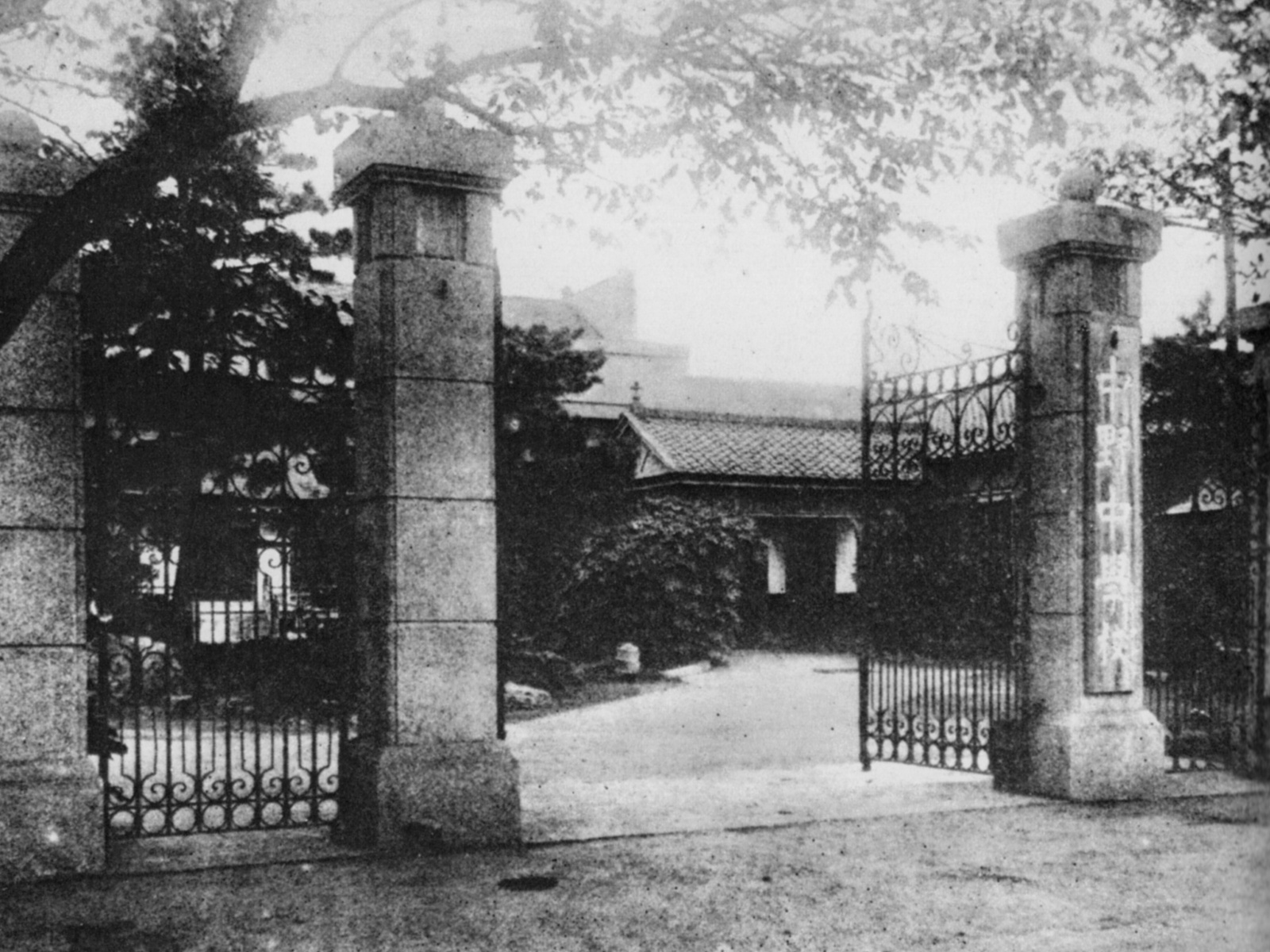
旧制中野中学校正門（1929年）

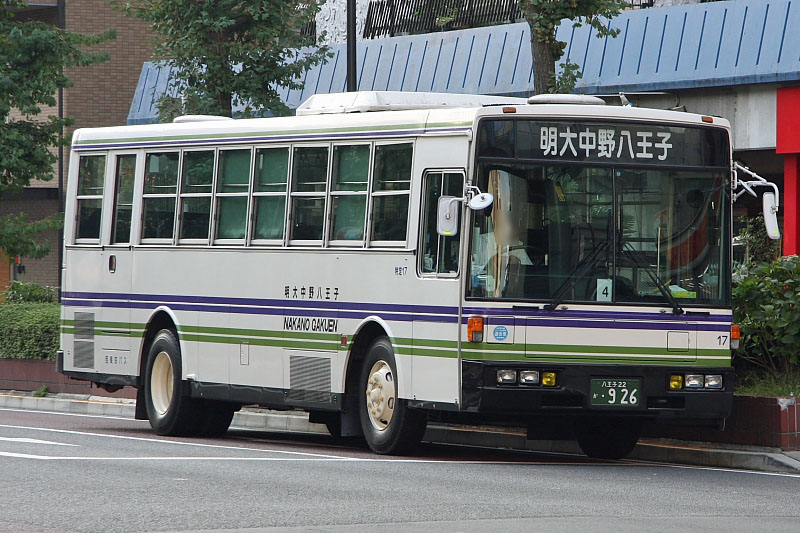
明治大学付属中野八王子中学校・高等学校（当時）のスクールバス
学校法人中野学園の自家用バス時代のカラーリングを引き継いでいる

- 1929年（昭和4年）4月 - ひとのみち教団（現在のパーフェクト リバティー教団）の御木徳一が設立した財団法人徳光育英会により、東京府豊多摩郡中野町桜山に旧制中学校として中野中学校（男子校）を開校。
- 1945年（昭和20年）5月 - 東京大空襲により中野中学校の校舎が全焼する。
- 1946年（昭和21年）3月 - 中野中学校第8代校長に片桐誠が就任。
- 1947年（昭和22年）4月 - 新制中学校として中野中学校が認可を受ける。
- 1948年（昭和23年）3月 - 新制高等学校として中野高等学校が認可を受ける。
- 1949年（昭和24年）4月 - 中野中学校・中野高等学校、明治大学付属となる。明治大学付属中野中学校・高等学校に校名変更。
- 1950年（昭和25年）12月 - 明大中野高校に定時制課程を併設。
- 1982年（昭和57年）9月 - 八王子戸吹総合グラウンドが完成。
- 1984年（昭和59年）4月 - 創立55周年記念事業として、明治大学付属中野八王子中学校・高等学校（男子部・女子部）を開校。初代校長に片桐誠が就任。
- 1988年（昭和63年）6月 - 片桐誠が明大中野中学・高校および明大中野八王子中学・高校の名誉校長に就任。両校の第9代校長に片桐誠一郎が就任。
- 1994年（平成6年）4月 - 明大中野八王子中学・高校が男女共学となる。
- 2024年（令和6年）4月 - 明治大学付属中野八王子中学校・高等学校から明治大学付属八王子中学校・高等学校に校名を変更。